# Georg Brentel der Jüngere
Georg Brentel der Jüngere (* 9. Januar 1581 in Lauingen; † 7. November 1634 in Nördlingen) war ein schwäbischer Maler, Zeichner, Kupferstecher und Verfasser von Schriften über Sonnenuhren und zur Instrumentenkunde. Außerdem war Brentel zeitweise Mitglied des Rates und Bürgermeister von Lauingen. Er war ein Sohn des Lauinger Kartenmalers Hans Brentel, also ein Neffe des Wappenmalers Georg Brentel des Älteren.

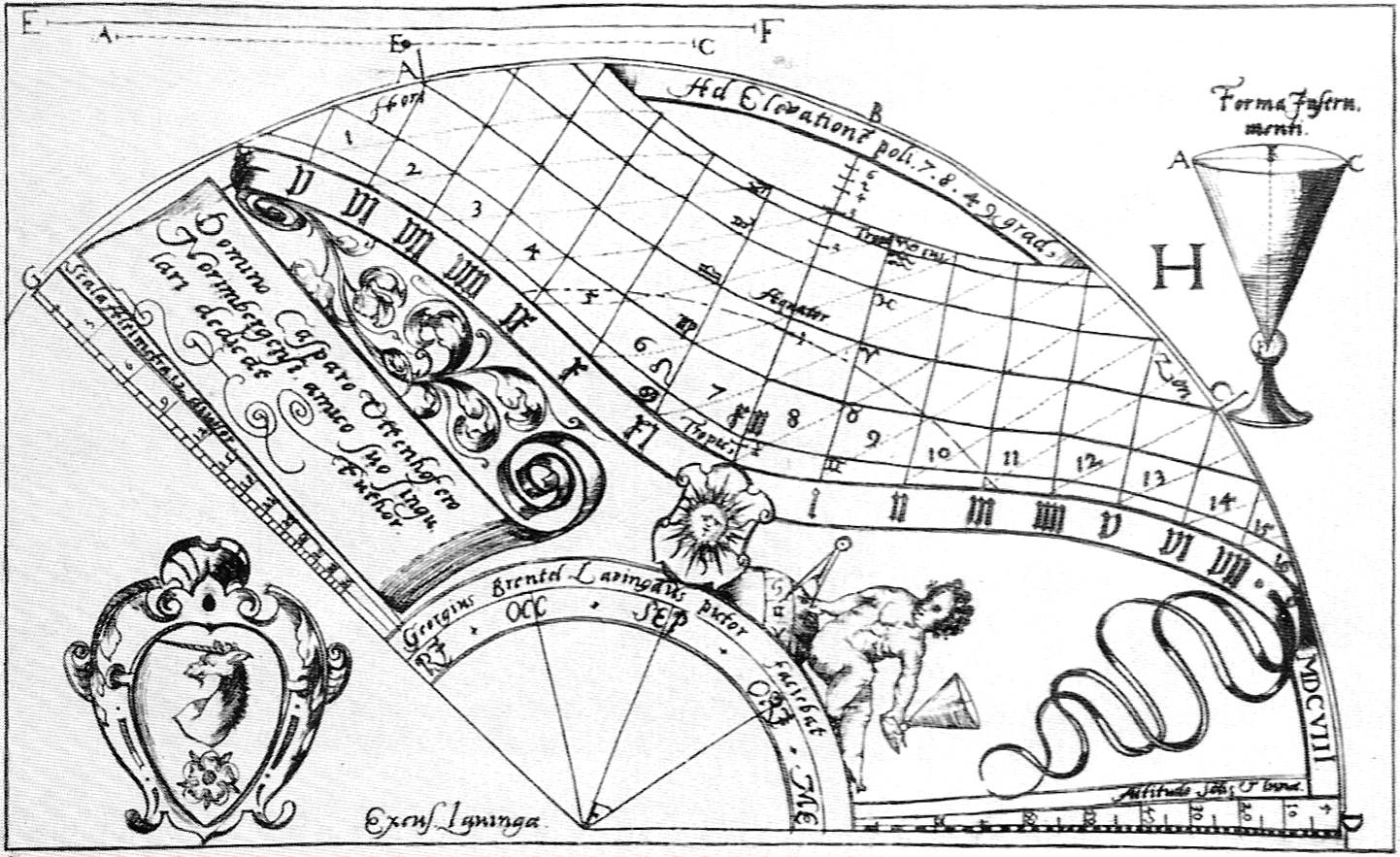
Bechersonnenuhr 1608 (Kupferstich)

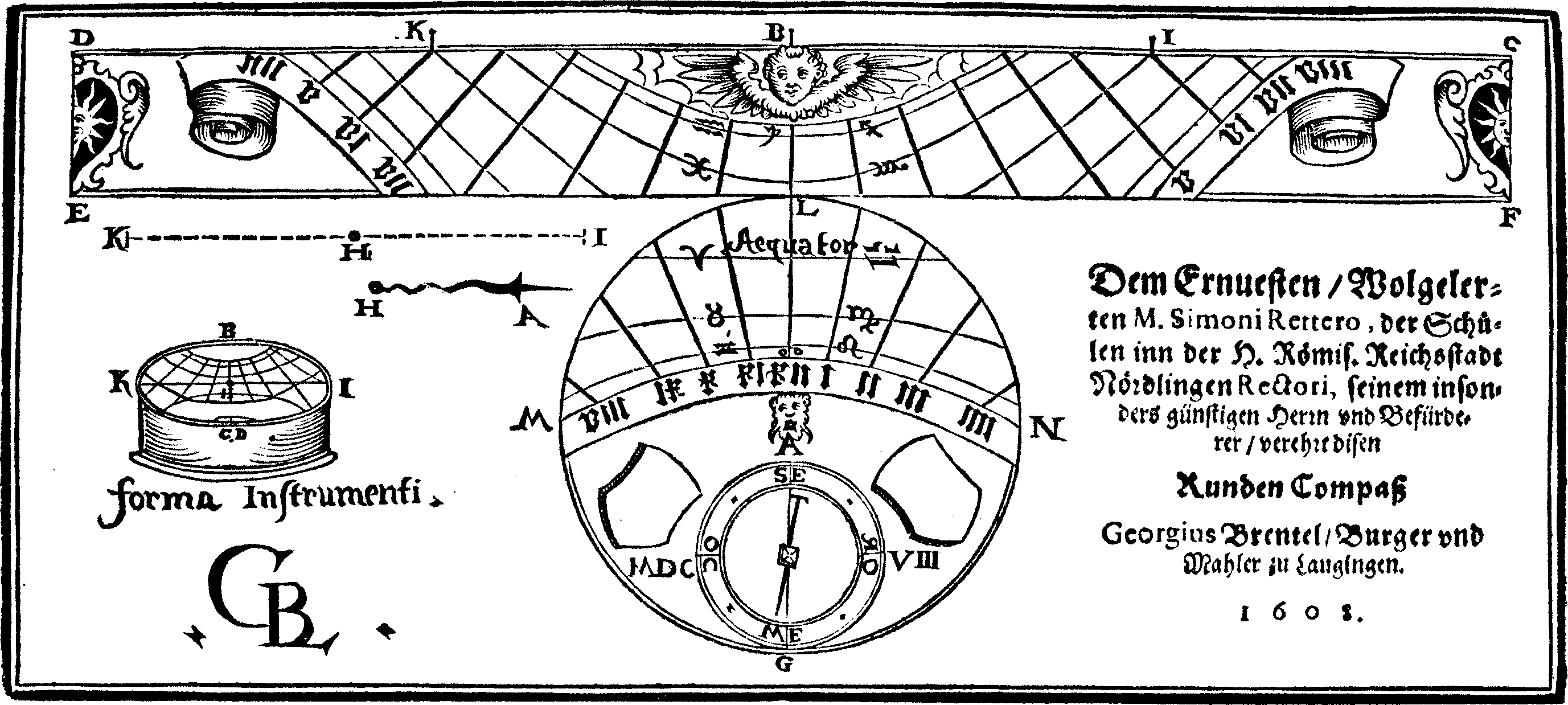
Kupferstich aus Georg Brentels Bericht und Erklärung ... (1608). Der Druck enthält die Skalen und eine Bauanleitung einer Büchsensonnenuhr mit Kompass

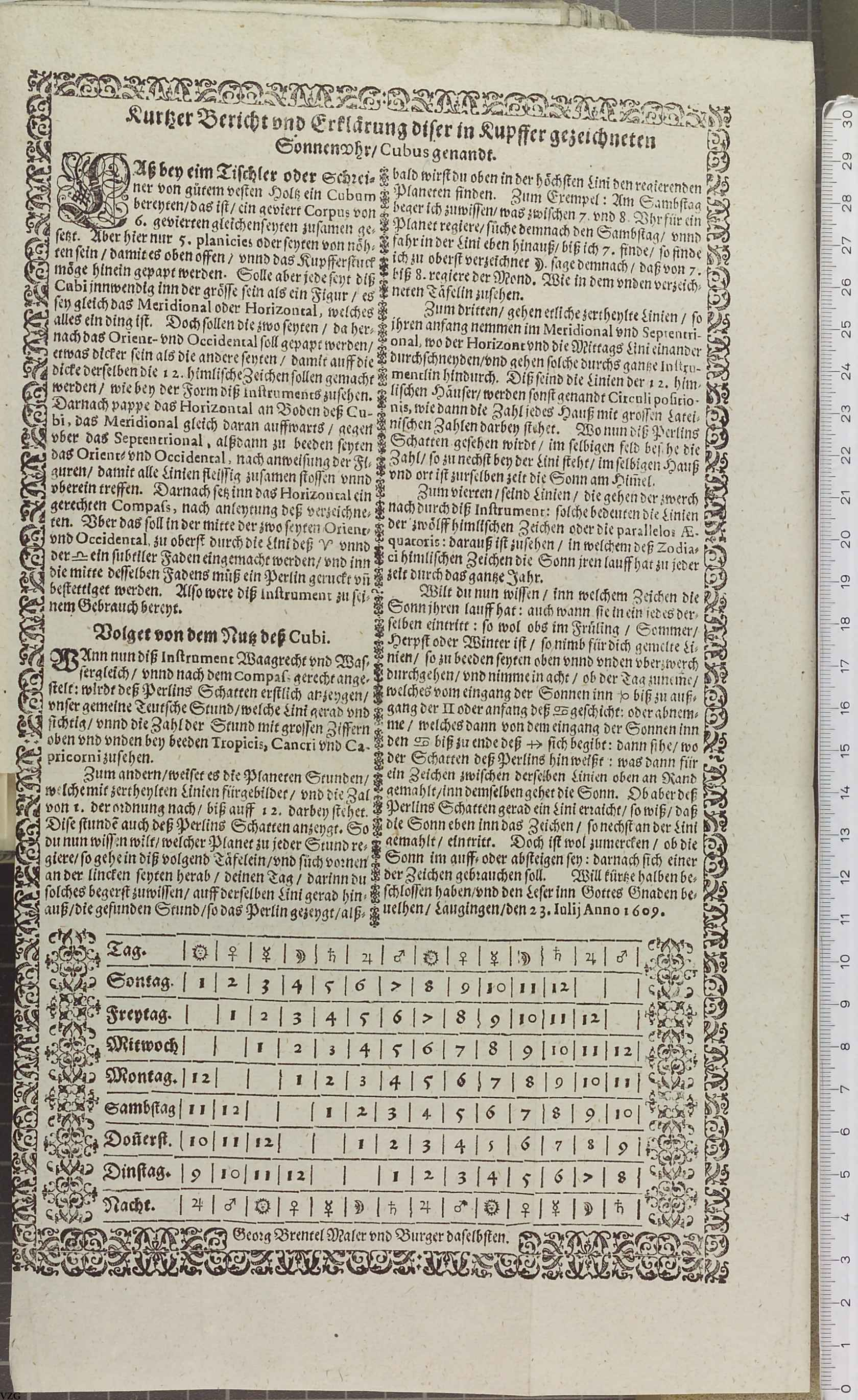
Erste Seite der Schrift Kurtzer Bericht und Erklärung dieser in Kupffer gezeichneten Sonnenuhr / Cubus genandt, 1609

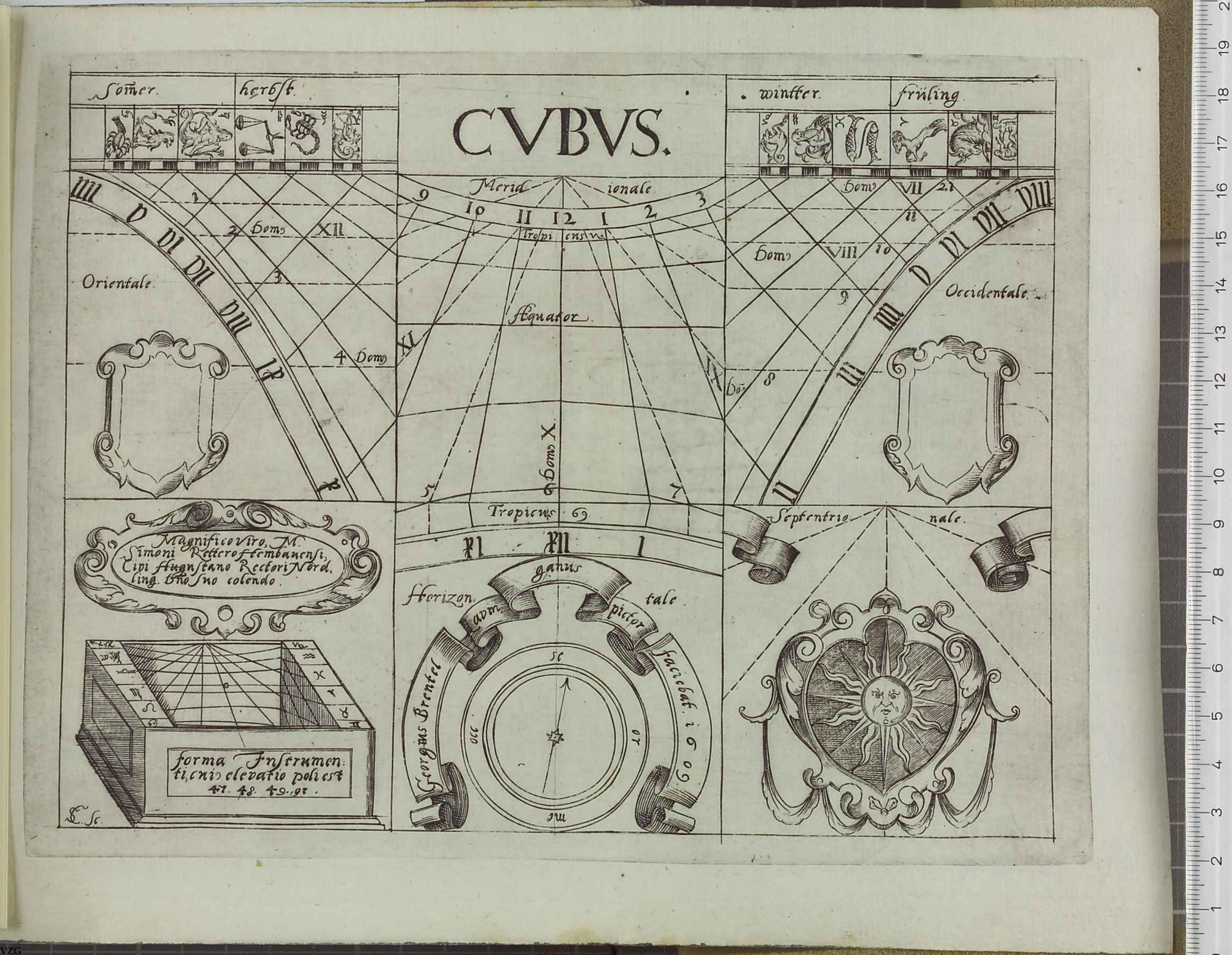
Kupferstichtafel aus Brentels Schrift Kurtzer Bericht und Erklärung dieser in Kupffer gezeichneten Sonnenuhr / Cubus genandt, 1609

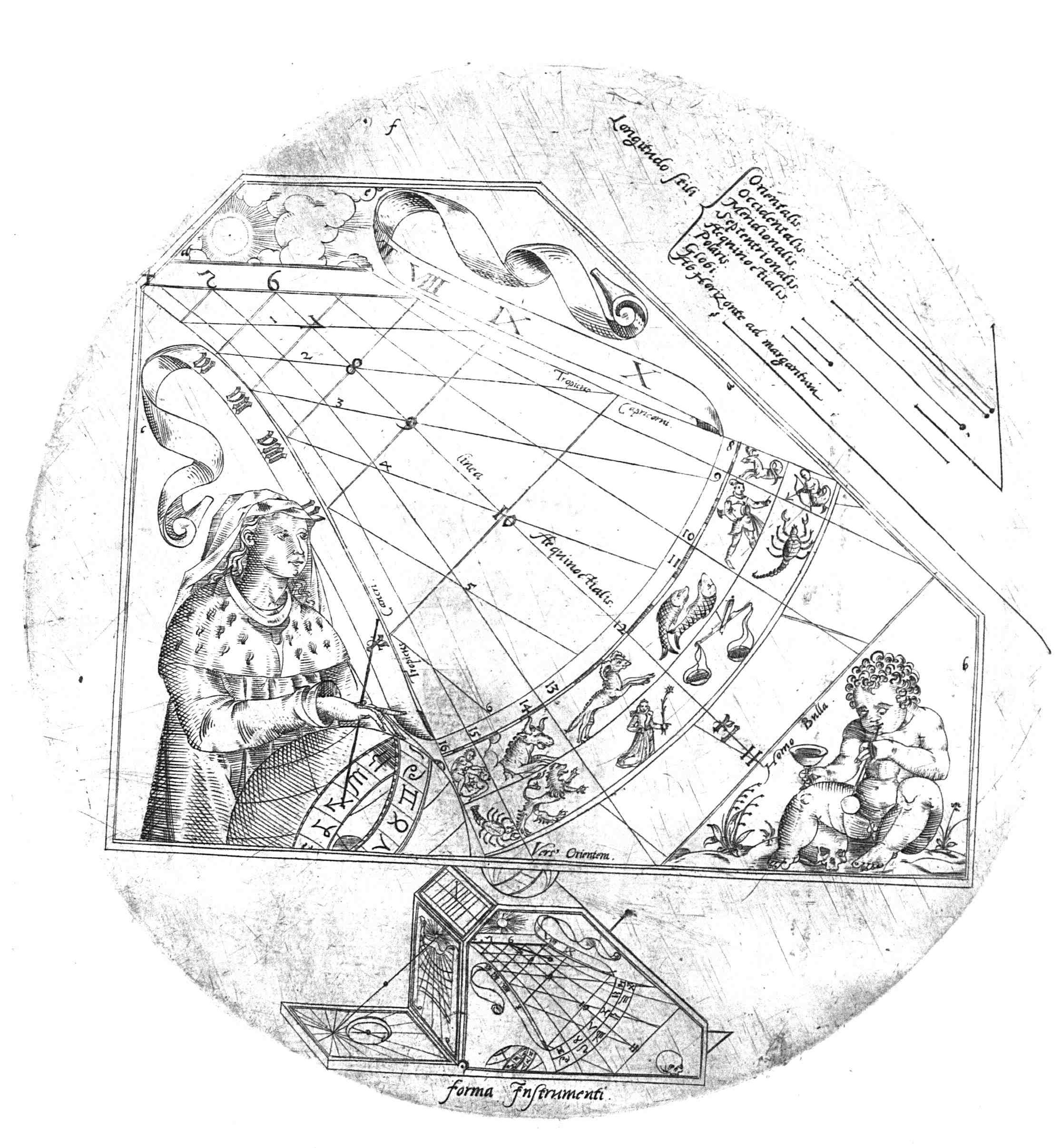
Kupferstich aus der Schrift Vunderricht Wie das Eckichte Sonnen Vhr Stöcklein zugebrauchen ..., 1609

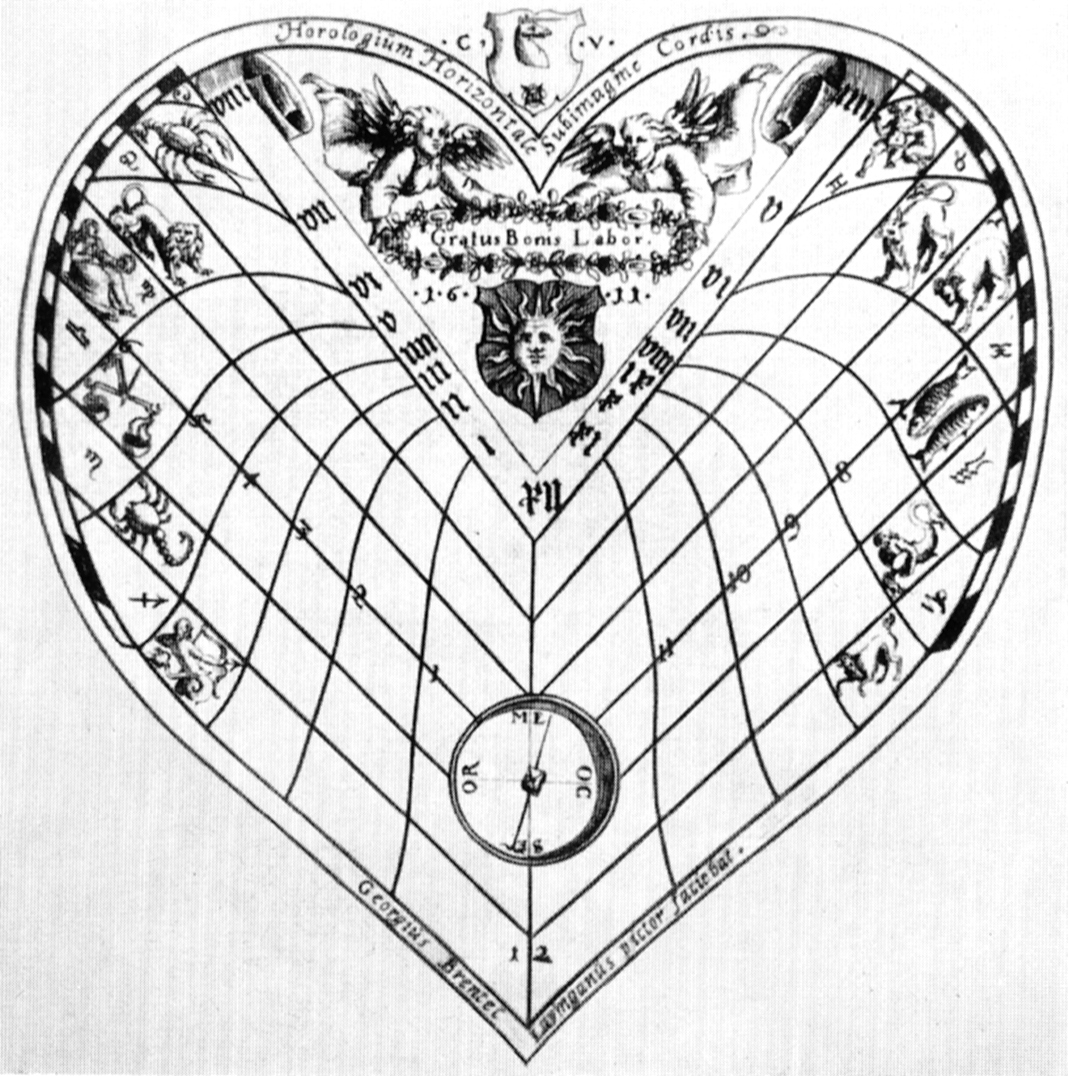
Herzförmige Sonnenuhr 1611 (Kupferstich)

## Leben

### Jugend und wissenschaftliche Arbeit
Georg Brentel absolvierte wohl das Gymnasium in Lauingen, da er ein ausgezeichneter Kenner des Lateinischen war. Er heiratete mit 19 Jahren am 13. Januar 1600 Susanna Wagner, ebenfalls aus Lauingen, die bereits 32 Jahre alt war. Mit der Verheiratung wird er das Bürgerrecht und die Malergerechtigkeit in Lauingen erlangt haben. Er wohnte ursprünglich als Mieter: 1601 in der Wengenmairgasse, 1603–1609 in der Bitterlinsgasse und seit 1610 im eigenen Haus wieder in der Wengenmairgasse. Brentel bezeichnete sich stets als Maler, doch offenbar eifriger befasste er sich mit Mathematik und Astronomie, indem er Schriften in diesen Fächern verfasste und Instrumente herstellte. Ein besonderes Interesse entwickelte er für Entwürfe von Sonnenuhren. Seit 1603 erschienen jedes Jahr mehrere kurze Schriften. Wie sein gleichnamiger Onkel fertigte Brentel auch Flurpläne an. Allem Anschein nach war er in Lauingen angesehen, da er in den Rat berufen wurde. Für diese Tätigkeit opferte Brentel offenbar seine wissenschaftliche Arbeit auf: 1619 erschienen seine letzten Schriften zu Sonnenuhren. Seine Einkommensteuer wuchs stets: von 30 kr. in den Jahren 1601–1606 auf 4 fl 15 kr. im Jahre 1620.

### Bürgermeister zur Zeit der Rekatholisierung
Der Lauinger Rat widersetzte sich der seit 1614 der vom Herzog Wolfgang Wilhelm betriebenen Rekatholisierung der Pfalz-Neuburg und wurde deswegen am 28. April 1620 von einer Regierungskommission gestürzt. Es wurde ein neuer, mehrheitlich aus Katholiken bestehender Rat gebildet, dem auch einige bisherige Ratsmitglieder – unter anderem Georg Brentel – als Bürgermeister angehörten. Brentel war offenbar nicht völlig abgeneigt, zum Katholizismus überzutreten. Zu seinen Funktionen als Bürgermeister gehörte: Nonnenpflege, Augustinerpflege, Holzpflege, Zinsamt, Zehentpflege, Sägmühlpflege, Zeugamt. Nachdem er nach zwei Jahren der Funktionsausübung am 11. Januar 1621 erneut zum Zinsherren und Ungelter gewählt wurde, gab er auf Anfrage an, dass er solange Ratsmitglied bleiben wolle, solange man ihn nicht zur Konversion dränge.  Am 23. März 1621 erschien jedoch ein Dekret des Neuburger Kirchenrates, gemäß welchem jeder Lauinger Bürger seiner Osterpflicht nach katholischem Ritus (d. h. Osterbeichte) zu genügen hatte, sonst sollte gegen ihn mit Strafen vorgegangen werden. Daraufhin bat Georg Brentel auf der Ratssitzung vom 30. März, ihn aus allen Ämtern zu entlassen und das „beneficium emigranti“ auszustellen. Zwar versuchte man ihn bei der Sitzung umzustimmen, wobei mit dem Wohl des Vaterlandes argumentiert wurde, doch – da er standhaft blieb – wurde seiner Bitte entsprochen.

### Nördlingen
Kurz danach verließ Brentel mit seiner Frau Lauingen in Richtung Nördlingen. Diese Stadt wählte er höchstwahrscheinlich wegen seiner Beziehungen zum Nördlinger Rektor M. Simon Retter, der zuvor am Lauinger Gymnasium unterrichtete. In Nördlingen wurde er bereits am 29. August des gleichen Jahres als Bürger aufgenommen. Von Lauingen verabschiedete er sich endgültig am 6. Dezember 1621, indem er dort die fällige Vermögenssteuer in Höhe von 40 fl bezahlte, wobei ihm ein weiterer Restbetrag in Höhe von 21 fl als Anerkennung erlassen wurde. Zwar bezeichnete sich Brentel in Nördlingen nach wie vor als Maler, doch wurde er in den Steuerbüchern als Stadtbaumeister (1624–26 und 1633–34), sowie als Hospitalmeister (1627–29) geführt. Über diese Tätigkeiten ist aber nichts weiter bekannt. Zur wissenschaftlichen Tätigkeit kehrte er jedoch nicht mehr zurück. Nach dem Tod seiner ersten Frau am 3. Oktober 1628 heiratete er 1629 Regina Adam, eine Tochter des Nördlinger Handelsmannes Balthasar Adam. Seine zweite Frau verstarb bereits am 20. Juli 1634 im Alter von 30 Jahren. Die Leichenrede auf sie, die von M. Tobias Fabricius gehalten und auch abgedruckt wurde, ist ein Zeugnis dafür, dass Brentel auch in der neuen Heimat viele Freunde gewann. Brentel selbst starb im November gleichen Jahres als eines der zahlreichen Opfer der Belagerung und Eroberung der Stadt durch die kaiserlichen Truppen im August 1634. Da seine beiden Ehen kinderlos blieben, nahm die Nördlinger Obrigkeit seinen Nachlass am 26. November auf. Es ist zwar die Inventarliste erhalten, von den Gegenständen fehlt aber jede Spur. Nach der Inventarliste gab es unter seinem Nachlass – neben viel Schmuck – neun gemalte Tafeln und ein gemaltes Altarchen.

## Werke
Es existiert kein gesichertes Gemälde von Georg Brentel. In den städtischen Sammlungen Lauingen gibt es eine Grabtafel für den 1602 verstorbenen Bürgermeister Johann Zöschlin, mit einer Himmelfahrt des Elias, die die Überlieferung Georg Brentel hauptsächlich aufgrund der Tatsache zuschreibt, dass für diese Zeit kein anderer Maler in Lauingen in Frage kommt. Die etwas langgezogene, unbeholfen pathetische Gestalt des Elisäus entspricht stilistisch ähnlichen Gestalten auf Kupferblättern Brentels. Die Grabtafel ist auf keinen Fall ein Zeugnis hoher malerischer Begabung Brentels.
Unter den Schriften Brentels zu mathematischen oder astronomischen Themen gibt es besonders viele, die sich mit Sonnenuhren befassen. Es sind Bauanleitungen für verschiedene Arten von Sonnenuhren, z. B. eine Bechersonnenuhr (1608), Horologium achas, eine Sonnenuhr mit Rückwärtsschreiten des Schattens (1609), eine Würfelsonnenuhr (1609), eine herzförmige Reisesonnenuhr (1611), eine Säulchensonnenuhr (1611), Horarium bilimbatum, eine Sonnenqudranten-Sonnenuhr (1611), eine kreuzförmige Sonnenuhr (1613), eine Zylindersonnenuhr (1615). Sie enthalten Kupferstiche, die – wie entweder die volle Beschriftung oder ein Monogramm beweist – auf Vorlagen von Brentel zurückgehen und in wenigen Fällen auch von ihm selbst gestochen wurden. Das Stechen der Platten überließ Brentel jedoch meistens Anderen; am häufigsten übernahm diese Arbeit ein C. Senft, der mit dem Lauinger Drucker Jacob Senft verwandt war. Den Schriften waren in einigen Fällen als Kupferstiche abgedruckte Zifferblätter beigelegt, in einigen Fällen wurden solche Zifferblätter separat aufgelegt. So ein Zifferblatt diente als Auflage auf eine speziell geformte Holzplatte zur Herstellung einer Sonnenuhr.
Ein Stammbuch von Georg Brentel befindet sich im Österreichischen Museum für angewandte Kunst (Inv.Nr. Q I 7). Es zeichnet sich durch eine großzügige, lockere, lavierte Federtechnik aus.

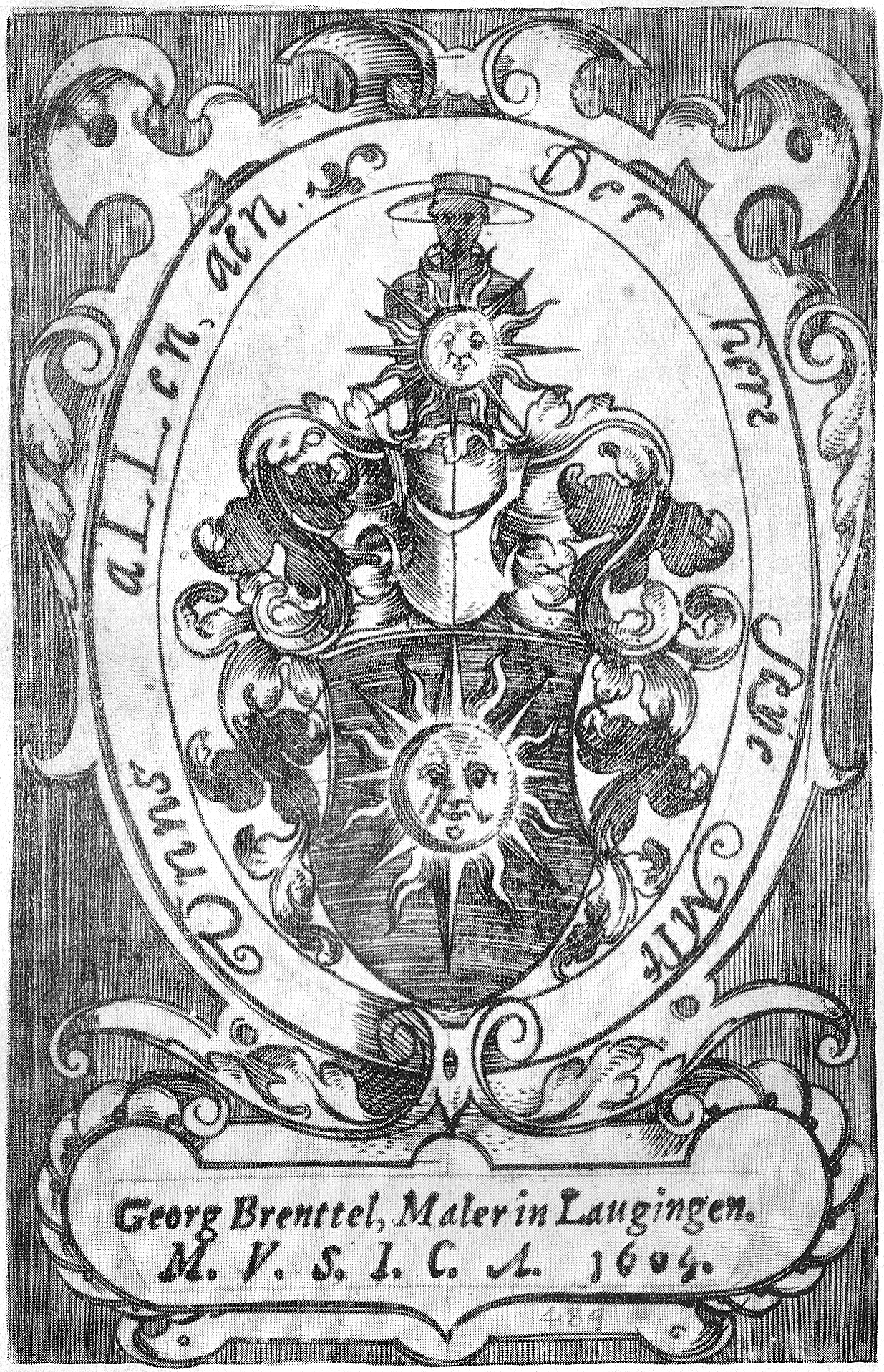
Exlibris 1604

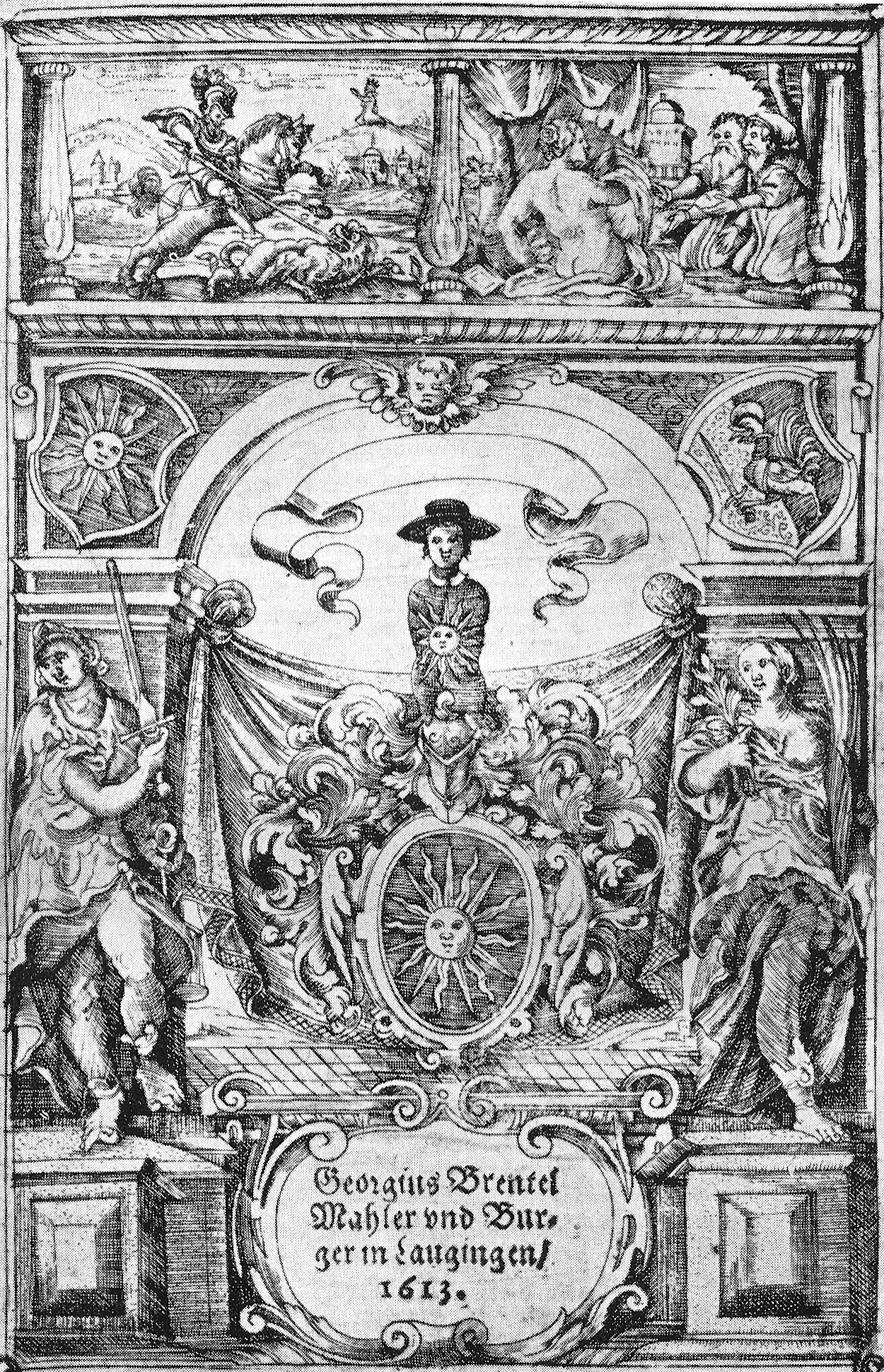
Exlibris 1613

## Exlibris
Georg Brentel besaß eine größere Büchersammlung, die er mit Exlibris ausstattete. Ein kleiner Teil dieser Büchersammlung befindet sich in der Fürstlichen Bibliothek Maihingen. Bekannt sind drei verschiedene Exlibris Brentels, von denen es auch mehrere Varianten gab. Alle wurden als Kupferstiche vervielfältigt. Den Exlibris ist gemeinsam, dass das Sonnenwappen Brentels an ihrer zentralen Stelle integriert ist. Diese Exlibris, besonders das dritte, das inmitten des Dreißigjährigen Krieges entstand, ist als ein Zeichen einer starken Liebe zu Büchern, Wissenschaft und Kunst zu werten.
1. Aus den Jahren 1604–1609; in vier Varianten, die sich durch Beschriftung unterscheiden. Beschriftung einer der Variante lautet im Schild: „Georg Brenttel, Maler in Laugingen / M.V.S.I.C.A. 1604“ und um das Wappen: „Der Herr seÿe MIt Vnns aLLen, aēn“; Autorschaft unbekannt. Alle Varianten vorhanden bei British Museum London, Department of prints and drawings.
2. Aus den Jahren 1613–1615, in zwei Varianten, die sich durch Beschriftung unterscheiden. Beschriftung einer Variante lautet: „Georgius Brentel / Mahler und Bur- / ger in Laugingen/ / 1613.“ Der Autor der Vorlage dürfte Brentel selbst sein. Vorhanden bei der Fürstlichen Bibliothek Maihingen und bei British Museum London, Departement of prints and drawings.
3. Aus dem Jahr 1629. Inschrift im Schild „Georg Brentel von Laugingen, der Zeit Hospitalmayster des Gotteshauß zu Nördlingen.“ Der Autor ist Bartholomäus Wagner.

## Schriften
- Acht Kupferstiche einer vielflächigen Sonnenuhr in Gestalt eines Blockes mit Süd-, Nord- und Westuhr, mit Polaruhr und Äquatoruhr und mit einer Kugelsonnenuhr oben. Lauingen 1603.[15] (Germanisches Nationalmuseum Nürnberg)
- Kupferstich einer Säulchensonnenuhr, 1604.
- Figur der Säulchensonnenuhr für 47–49° Polhöhe, Lauingen 1605 (Kupferstich).
- Buech Von Sonnen Uhren. Eine new erfundene vnd doch leichte weiss Darinnen gelehrt wird, wie eine Regula oder Lineal auss zutheilen, auss welchem allerhandt Sonnen Uhren gemacht werden können, Lauingen 1607 [eigentlich 1608] (Universitätsbibliothek Heidelberg, Salem VII115, Bl. 1–21)
- Bericht vnnd Erklärung ... Kelch-Sonnenührlein ... Conus, oder Pyramis rotunda, Lauingen 1608.
- Bericht vnd Erklärung Dem Erneusten Wolgeleten M. Simoni Rettero, der Schülen inn der H. Römis. Reichsstadt Nördlingen Rectori ..., Lauingen 1608 (Einblattschrift über eine hölzerne Büchsensonnenuhr mit Kupferstich)
- Figur einer runden Büchse mit Sonnenuhr im Boden und am inneren Rand, 1608 (Holzschnitt und Erklärung)
- Zifferblatt einer Bechersonnenuhr für 47–49° Polhöhe, Lauingen 1608 (Kupferstich)
- Vunderricht Wie das Eckichte Sonnen Vhr Stöcklein zugebrauchen ..., 1609 (Erklärung zu den 8 Kupferstichen von 1603)
- Senkrechte Reisesonnenuhr, 1609 (Kupferstich; Stift Wilten, Innsbruck)
- Kurtzer Bericht diß in Kupffer gezeichneten Horophöbydrij, Lauingen, 23. Juli 1609 (Einblattdruck mit einem Kupferstich von Brentel; Staatsbibliothek München, Astr. P 521/32)
- Kurtzer Bericht vnd Erklärung deß Zollstabs, Lauingen 1. Oktober 1609 (Einblattdruck, Germanisches Museum Nürnberg, Kupferstichkabinett, Sammelband 2983)
- Kurtzer Bericht und Erklärung dieser in Kupffer gezeichneten Sonnenuhr / Cubus genandt, 1609
- Bericht vnnd Erklärung beygelegter Sonn vnnd Monvhr, 1609 (Faltblatt mit 2 Kupferstichen)
- Stock Sonn vnd Mondührlein, 1609 (Faltblatt mit Erklärung)
- Georgij Galgemairs kurtzer vnnd gründtlicher Vnderricht Wie der künstliche Proportional-Circul außzutheilen vnd auffzuzeichen sey ... in Truck gegeben durch Georgen Brentel, Lauingen 1610 (Fürstliche Bibliothek Maihingen, VIII 3 4° 36)
- Quandrantis astronomici et geometrici vitilitas. Ein Tractat vom Astronomischen vnd Geometrischen Quadranten auß welchem deß Tags oder deß Nachts, durch die Sonn Mond oder andere Planeten oder Fixstern die Stunden mögen gefunden ..., Lauingen 1611 (5 Blätter und 62 Seiten mit 3 Holzschnitten; Fürstliche Bibliothek Maihingen, VIII 3 4° 36)
- Sternae loco ... Horologium hoc Horizontale, sub imagine Cordis efformatum ..., Lauingen 1611 (2 Blätter auch mit dem deutschen Text und einem Kupferstich von Brentel; Staatsbibliothek München, 4° Math. A 59)
- Fabrica et vsvs cylindri. Das ist: kurtze vnd gründtliche Beschreibung wie man die Cylinder abtheylen oder aufreißen und dann nutzlich gebrauchen soll, Lauingen 1611 (7 Blätter mit Kupferstich einer Säulchensonnenuhr; Fürstliche Bibliothek Maihingen, VIII 3 4° 36)
- Sociotericum generale in forma crucis. Das ist: Ein allgemeine Sonnenvhr inn Creutzgestalt gebracht, beschriben ..., Lauingen 1613 (2 Blätter mit 1 Stich; Fürstliche Bibliothek Maihingen, VIII 3 4° 36)
- Cylinder solaris concavus. Das ist Ein holer jnnwendiger Cylinder oder Seule Gemacht auf die Polus Höhe 47. 48. 49.G. ..., Lauingen 1615 (12 Seiten mit 4 Kupfer- und 1 Holzschnitttafel)
- Conus Solaris concavus. Das ist Ein holer jnnwendiger Kögel oder Kelch Gemacht auf die Polus Höhe 47. 48. 49.G. ..., Lauingen 1615 (12 Seiten mit 2 Kupfer- und 1 Holzschnitttafel; Fürstliche Bibliothek Maihingen, VIII 3 4° 36)
- Herrn Georgij Galgemairs Kurtzer gründlicher gebesserter vnderricht ... Proportional Schregmäss vnd Cirkels, Ulm 1615 (mit Kupferstich)
- Mein gedruckte Son-Vhren und Tractetlein so ich von Anno 1603 biss auf 1615 gemacht (Universitätsbibliothek Göttingen, 4° Bibl.Uff. 161)
- Heliselyniacon. Das ist Ein Stock von Siben vnderschidlichen Vhren, aus welchen man bey Tag und Nacht ..., Lauingen 1619 (4 Blätter mit Kupferstich eines Würfels und 7 Ziffernblättern für 48–50° Polhöhe; Staatsbibliothek München, 4° Math. A 58; Germanisches Nationalmuseum Nürnberg 2° 2983)
- Kurzer Bericht, Vnd Gebrauch des beygelegten in Kupffer gezeichnet Sonn- vnd Monds Vhrstocks, gemacht auf die Polus höhe 48, 49, 50 grad ..., Lauingen 1619 (2 Blätter mit Kupferstich; Staatsbibliothek München, 4° Math. A 53; Germanisches Nationalmuseum Nürnberg, 2° 2983)
- Erklärung bey gelegter Sonnen Vhr, 1619 (mit 1 Kupferstich; Germanisches Nationalmuseum Nürnberg, 2° 2983)
- Entwurf zweier Sonnenuhren in Zylinderform für 48° Polhöhe, ohne Jahr.